# Nekrolog 2. Quartal 1962
Nekrolog
◄◄
| ◄
| 1958
| 1959
| 1960
| 1961
| 1962 | 1963 | 1964 | 1965 | 1966 | ► | ►►
1. Quartal |
2. Quartal |
3. Quartal |
4. Quartal 1962
Weitere Ereignisse | Allgemeiner Nekrolog 1962
Die Beschreibung der verstorbenen Person sollte so kurz wie möglich gehalten sein und nur deren signifikante Tätigkeit(en) enthalten.
Neue Namen ggf. auch unter dem Geburts- und Sterbedatum, also etwa unter 1. Januar und im Geburts- und Sterbejahr (2024) eintragen (nur bei entsprechender großer Wichtigkeit). Für Beispiele siehe die schon vorhandenen Artikel.
Außerdem über die fünf zuletzt Verstorbenen, zu denen es einen ausreichend guten Artikel für eine Präsentation auf der Hauptseite gibt, nach der todesbedingten Überarbeitung der Artikel ggf. auch unter Wikipedia Diskussion:Hauptseite informieren und sie am besten auch in den anderen Wikipedia-Sprachversionen eintragen. Tipp: Regelmäßig bei news.google.de nach „ist tot“, „gestorben“ oder „verstorben“ suchen.
Wenn eine Person gestorben ist, gibt es viele Seiten zu dieser Person in der Wikipedia, die davon auch betroffen sind und entsprechend aktualisiert werden müssen. Beispiele: Namenübersichtsseite, Geburtsjahr, Geburtsort-Seiten und viele mehr.
Wie finde ich die betroffenen Seiten?
Im Suchfeld auf der linken Seite gibt man den Suchbegriff so ein: „Vorname Nachname“. Dann klickt man auf Volltext und alle Seiten mit entsprechendem Suchtext werden aufgerufen. Hier sieht man dann schnell, wo auch das Todesjahr Sinn macht oder sogar ein Teil des Artikels angepasst werden muss. Auch hilft das „Werkzeug“ auf der linken Seite sehr gut, um solche Seiten aufzufinden: „Links auf diese Seite“. Somit ist die Wikipedia wieder aktuell in allen Bereichen! Hinweis: bei Eintragung der Kategorie „Gestorben JAHR“ wird der Missbrauchsfilter 49 ausgelöst, was jedoch nicht schlimm ist. Siehe: Spezial:Missbrauchsfilter/49
Dies ist eine Liste von im zweiten Quartal 1962 verstorbenen bekannten Persönlichkeiten. Die Einträge erfolgen innerhalb der einzelnen Daten alphabetisch sortiert. Tiere sind im Nekrolog für Tiere zu finden.

## April
| Tag       | Name                                   | Beruf, bekannt als                                                                                              | Alter | Beleg |
| --------- | -------------------------------------- | --- | ----- | ----- |
| 1. April  | Jules Boucherit                        | französischer Geiger und Violinpädagoge                                                                         | 85    |       |
| 1. April  | Werner Disse                           | Kommunalbeamter, Bürgermeister in Hürth und kurzfristig Landrat des Kreises Köln                                | 80    |       |
| 1. April  | Ewald Flamme                           | deutscher Politiker, MdL, Landrat                                                                               | 65    |       |
| 1. April  | Michel de Ghelderode                   | belgischer Autor                                                                                                | 63    |       |
| 1. April  | Albin Kurtenacker                      | Chemiker | 75    |       |
| 1. April  | Otto Pötzl                             | österreichischer Neurologe und Psychiater                                                                       | 84    |       |
| 1. April  | Camil Ressu                            | rumänischer Maler                                                                                               | 82    |       |
| 1. April  | Saitō Sanki                            | japanischer Haiku-Dichter                                                                                       | 61    |       |
| 1. April  | Richard Schlösser                      | deutscher Maler und Lehrer an der Kunstgewerbeschule in Hannover                                                | 83    |       |
| 2. April  | Giorgio Dal Piaz                       | italienischer Geologe und Paläontologe                                                                          | 90    |       |
| 2. April  | Josef Diem                             | österreichischer Politiker (SPÖ), Vorarlberger Landtagsabgeordneter                                             | 61    |       |
| 2. April  | Joseph Michael Gilmore                 | US-amerikanischer Geistlicher, Bischof von Helena                                                               | 69    |       |
| 2. April  | Otto Haesler                           | deutscher Architekt                                                                                             | 81    |       |
| 2. April  | Georg Herzog                           | deutscher Pathologe und Hochschullehrer                                                                         | 77    |       |
| 2. April  | Ferdinand Husung                       | deutscher Politiker, MdBB                                                                                       | 82    |       |
| 2. April  | Emmy Neiendorff                        | deutsche Opernsängerin (Alt/Contralto)                                                                          | 74    |       |
| 2. April  | Lydia Sicher                           | österreichisch-US-amerikanische Psychiaterin                                                                    | 71    |       |
| 2. April  | Arnold Freiherr von Vietinghoff-Riesch | deutscher Forstwissenschaftler, Naturschützer und Autor                                                         | 66    |       |
| 3. April  | Hans Böhm                              | deutscher Pfarrer                                                                                               | 62    |       |
| 3. April  | Hans Christoffel                       | Schweizer Söldner und niederländischer Offizier                                                                 | 96    |       |
| 3. April  | Francisco Gómez de Santiago            | spanischer Ordensgeistlicher und römisch-katholischer Apostolischer Vikar von Hải Phòng                         | 74    |       |
| 3. April  | Ernst Grünfeld                         | österreichischer Schachgroßmeister                                                                              | 68    |       |
| 3. April  | Manolis Kalomiris                      | griechischer Komponist                                                                                          | 78    |       |
| 3. April  | Josef Kopta                            | tschechischer Schriftsteller und Journalist                                                                     | 67    |       |
| 3. April  | Benny Paret                            | kubanischer Boxer                                                                                               | 25    |       |
| 3. April  | Hugo Rüster                            | deutscher Ruderer                                                                                               | 90    |       |
| 3. April  | Ferdinand Johann Sommer                | deutscher Indogermanist und Klassischer Philologe                                                               | 86    |       |
| 3. April  | Robert Wetzel                          | deutscher Anatom, Paläontologe, Prähistoriker und Hochschullehrer                                               | 63    |       |
| 4. April  | James Hanratty                         | britischer Mörder, eine der letzten Personen, die in Großbritannien hingerichtet wurden                         | 25    |       |
| 4. April  | Josef Reinfuß                          | deutscher Lehrer und Politiker                                                                                  | 79    |       |
| 4. April  | Klaus Suomela                          | finnischer Turner und Schriftsteller                                                                            | 73    |       |
| 5. April  | Boo Kullberg                           | schwedischer Turner                                                                                             | 72    |       |
| 5. April  | Nikola Wassilew Michow                 | bulgarischer Bibliograph und Wirtschaftsstatistiker                                                             | 85    |       |
| 5. April  | Paul Noack-Ihlenfeld                   | deutscher Komponist und Pianist                                                                                 | 60    |       |
| 5. April  | Albert Oesch                           | Schweizer römisch-katholischer Geistlicher                                                                      | 64    |       |
| 5. April  | Hans Schiller                          | deutscher Politiker                                                                                             | 56    |       |
| 5. April  | Käte Selbmann                          | deutsche SED-Funktionärin, ZK-Abteilungsleiterin, Mitglied der Volkskammer                                      | 56    |       |
| 6. April  | Amable Chassaigne                      | französischer Bischof                                                                                           | 77    |       |
| 6. April  | Carlo Giorgio Garofalo                 | italienischer Komponist und Organist                                                                            | 75    |       |
| 6. April  | Geigerfränzje                          | deutscher Musiker und Alleinunterhalter                                                                         | 68    |       |
| 6. April  | Henri Mondor                           | französischer Chirurg und Literaturhistoriker                                                                   | 76    |       |
| 6. April  | Bathildis zu Schaumburg-Lippe          | deutsche Adelige, Fürstin von Waldeck-Pyrmont                                                                   | 88    |       |
| 6. April  | Wilhelm Schmidt                        | deutscher Politiker (WAV, DP), MdB                                                                              | 73    |       |
| 6. April  | Otto Wiesinger                         | österreichischer General der Infanterie                                                                         | 82    |       |
| 7. April  | Jaroslav Durych                        | tschechischer Prosaist, Dichter, Dramatiker, Publizist, römisch-katholischer Theologe und Militärarzt           | 75    |       |
| 7. April  | Rona Robinson                          | englisch-britische Chemikerin, Autorin, Frauenrechtlerin und Suffragette                                        | 77    |       |
| 8. April  | Juan Belmonte                          | spanischer Stierkämpfer                                                                                         | 69    |       |
| 8. April  | Adolf Berger                           | österreichisch-US-amerikanischer Rechtswissenschaftler (Römisches Recht)                                        | 80    |       |
| 8. April  | Émile Lacharnay                        | französischer Automobilrennfahrer                                                                               | 74    |       |
| 8. April  | Lili Marberg                           | deutsche und österreichische Schauspielerin                                                                     | 85    |       |
| 8. April  | Barrelhouse Buck McFarland             | US-amerikanischer Blues- und Boogie-Woogie-Pianist, Sänger und Songwriter                                       | 58    |       |
| 8. April  | René Rottenfluc                        | französischer Ringer                                                                                            | 61    |       |
| 8. April  | Anthony Strollo                        | US-amerikanischer Mobster                                                                                       | 62    |       |
| 8. April  | Heinrich Wichmann                      | deutscher Architekt, Projektentwickler und Bauunternehmer                                                       | 63    |       |
| 9. April  | Otto Brenzke                           | deutscher Fußballspieler                                                                                        | 41    |       |
| 9. April  | Johann Friedrich Crome                 | deutscher Klassischer Archäologe                                                                                | 56    |       |
| 9. April  | Kaspar Hassel                          | norwegischer Segler                                                                                             | 84    |       |
| 9. April  | Edmund Heuberger                       | schweizerischer Theaterschauspieler, Filmarchitekt, Drehbuchautor und Filmregisseur                             | 78    |       |
| 9. April  | Leonid Wassiljewitsch Solowjow         | russischer Schriftsteller und Drehbuchautor                                                                     | 55    |       |
| 10. April | Friedrich Buhmann                      | deutscher Kaufmann, Gründer der Dr.-Buhmann-Schule in Hannover                                                  | 79    |       |
| 10. April | Manton S. Eddy                         | US-amerikanischer Lieutenant General im Zweiten Weltkrieg                                                       | 69    |       |
| 10. April | Jesse James Galloway                   | US-amerikanischer Mikro-Paläontologe                                                                            | 79    |       |
| 10. April | Otto Meier                             | deutscher Politiker (USPD, SPD, SED), Mitglied des preußischen sowie später des brandenburgischen Landtags, ... | 73    |       |
| 10. April | Adolf Reiss                            | deutscher Jurist                                                                                                | 84    |       |
| 10. April | Wilhelm Römer                          | deutscher Rechtsanwalt und Notar, Politiker (NSDAP), MdR, MdL                                                   | 61    |       |
| 10. April | Erwin Steigerwald                      | deutscher Agrarwissenschaftler für Gemüse-, Heilpflanzen- und Gewürzpflanzenanbau                               | 59    |       |
| 10. April | Stuart Sutcliffe                       | schottischer Maler und Musiker, frühes Mitglied der Beatles                                                     | 21    |       |
| 11. April | Michael Curtiz                         | ungarisch-österreichisch-US-amerikanischer Filmregisseur                                                        | 75    |       |
| 11. April | Hans Friedrichs                        | deutscher Generalmajor und Oberbürgermeister von Potsdam                                                        | 86    |       |
| 11. April | Sven Landberg                          | schwedischer Turner                                                                                             | 73    |       |
| 11. April | George Poage                           | US-amerikanischer Leichtathlet                                                                                  | 81    |       |
| 11. April | Florián Rey                            | spanischer Filmregisseur, Drehbuchautor und Filmproduzent                                                       | 68    |       |
| 12. April | Hermann Clausen                        | dänisch-deutscher Politiker (SPD, SSW), MdL, MdB                                                                | 76    |       |
| 12. April | Petronella D’Acierno                   | italienisch-schweizerische Heilpraktikerin                                                                      | 84    |       |
| 12. April | Otto Dragendorff                       | deutscher Anatom                                                                                                | 84    |       |
| 12. April | Ron Flockhart                          | britischer Automobilrennfahrer und Pilot                                                                        | 38    |       |
| 12. April | Nils Erik Hellsten                     | schwedischer Fechter                                                                                            | 76    |       |
| 12. April | Erwin Guido Kolbenheyer                | österreichisch-deutscher Romanautor, Dramatiker und Lyriker der faschistischen Epoche                           | 83    |       |
| 12. April | Pearl Peden Oldfield                   | US-amerikanische Politikerin                                                                                    | 85    |       |
| 12. April | Anton Abramowitsch Pewsner             | russischer Maler und Bildhauer                                                                                  | 78    |       |
| 12. April | Albert Portevin                        | französischer Metallurge                                                                                        | 81    |       |
| 13. April | Rudolf Gall                            | deutscher Klarinettist                                                                                          | 54    |       |
| 13. April | John Graas                             | US-amerikanischer Jazz-Waldhornist, Arrangeur und Komponist                                                     | 37    |       |
| 13. April | Erwin Hinrichs                         | deutscher Maler                                                                                                 | 57    |       |
| 13. April | Antônio Julio Maria Mattioli           | italienischer römisch-katholischer Ordensgeistlicher und Prälat von São Peregrino Laziosi no Alto Acre e Alt... | 59    |       |
| 13. April | Carl Meister                           | deutscher Kaufmann                                                                                              | 73    |       |
| 13. April | Renzo Morigi                           | italienischer Sportschütze                                                                                      | 67    |       |
| 13. April | Hermann Muhs                           | deutscher Jurist und Politiker (NSDAP), MdL, Staatssekretär im Reichskirchenministerium                         | 67    |       |
| 13. April | Culbert Olson                          | 29. Gouverneur von Kalifornien                                                                                  | 85    |       |
| 13. April | Werner Rothmaler                       | deutscher Botaniker und Hochschullehrer                                                                         | 53    |       |
| 13. April | Heinrich Soest                         | deutscher Politiker (NSDAP), MdR                                                                                | 64    |       |
| 14. April | Iuliu Baratky                          | rumänischer und ungarischer Fußballspieler                                                                      | 51    |       |
| 14. April | Friedrich Buschtöns                    | deutscher Theologe                                                                                              | 66    |       |
| 14. April | Otto Doderer                           | deutscher Schriftsteller, Journalist, Redakteur und Literaturkritiker                                           | 69    |       |
| 14. April | Ludwig Fischer                         | Schweizer Germanist, Lehrer und Dialektologe                                                                    | 84    |       |
| 14. April | Karl Kitzinger                         | deutscher Offizier, zuletzt General der Flieger im Zweiten Weltkrieg                                            | 75    |       |
| 14. April | Paul Thielscher                        | deutscher Klassischer Philologe                                                                                 | 80    |       |
| 14. April | M. Visvesvaraya                        | indischer Bau- und Wasserbau-Ingenieur                                                                          | 100   |       |
| 15. April | Clara Blandick                         | US-amerikanische Film- und Theaterschauspielerin                                                                | 85    |       |
| 15. April | Liesbet Dill                           | deutsche Schriftstellerin                                                                                       | 85    |       |
| 15. April | Walter Feyerabend                      | deutscher Offizier, zuletzt Generalleutnant der Luftwaffe im Zweiten Weltkrieg, Reitsportler                    | 70    |       |
| 15. April | Amasa Coleman Lee                      | US-amerikanischer Politiker                                                                                     | 81    |       |
| 15. April | Béla Linder                            | ungarischer Militär und 1918 erster Kriegsminister in der Ungarischen Republik                                  | 86    |       |
| 15. April | Alois Schnorr                          | deutscher Bankier und Politiker (BCSV, CDU)                                                                     | 66    |       |
| 15. April | George Thomson, Lord Thomson           | schottischer Politiker                                                                                          |       |       |
| 16. April | Hans Dirscherl                         | deutscher Politiker (WP, FDP), MdR, MdB                                                                         | 73    |       |
| 16. April | Walter von Lingelsheim                 | deutscher Politiker (NSDAP), MdL, MdR                                                                           | 60    |       |
| 16. April | Heinrich Phieler                       | deutscher Grafiker und Lehrer                                                                                   | 88    |       |
| 16. April | Otto Quellhorst                        | deutscher Politiker, MdL                                                                                        | 66    |       |
| 16. April | Carl Friedrich Rudloff                 | deutscher Biologe und Obstbauwissenschaftler                                                                    | 62    |       |
| 17. April | Louise Fazenda                         | US-amerikanische Komikerin und Schauspielerin                                                                   | 66    |       |
| 18. April | Tjalling Bakker                        | niederländischer Generalleutnant                                                                                | 76    |       |
| 18. April | Peter Böhme                            | deutsches Todesopfer der Berliner Mauer                                                                         | 19    |       |
| 18. April | Klaus Brueske                          | deutsches Todesopfer der Berliner Mauer                                                                         | 23    |       |
| 18. April | Jules Lecoutre                         | französischer Turner                                                                                            | 83    |       |
| 18. April | Ludwig Mayr-Falkenberg                 | deutscher Diplomat und Verwaltungsbeamter (Landrat)                                                             | 68    |       |
| 18. April | Ernst Pein                             | deutscher Unternehmer, Leiter der größten deutschen Forstbaumschule Pein & Pein                                 | 78    |       |
| 18. April | Jörgen Schmidtchen                     | deutscher Grenzsoldat                                                                                           | 20    |       |
| 18. April | Wilhelm Taucher                        | österreichischer Jurist, Ökonom, Hochschullehrer und Minister                                                   | 69    |       |
| 18. April | Julius Wehr                            | preußischer Landrat                                                                                             | 81    |       |
| 19. April | Robert Woods Bliss                     | US-amerikanischer Diplomat, Kunstsammler und Stifter                                                            | 86    |       |
| 19. April | Wilhelm Fahlbusch                      | deutscher Architekt und preußischer Baubeamter                                                                  | 85    |       |
| 19. April | Wesley C. Miller                       | US-amerikanischer Tontechniker                                                                                  | 67    |       |
| 19. April | Hatton W. Sumners                      | US-amerikanischer Politiker                                                                                     | 86    |       |
| 20. April | Otto Eiselin                           | deutscher Bauingenieur und Hochschullehrer                                                                      | 65    |       |
| 21. April | Raissa Adler                           | österreichische Frauenrechtlerin russischer Herkunft                                                            | 89    |       |
| 21. April | Mushanokōji Kintomo                    | japanischer Sonderbotschafter und Unterzeichner des Antikominternpaktes                                         | 79    |       |
| 21. April | Richard Pfeiffer                       | deutscher Maler                                                                                                 | 83    |       |
| 21. April | Wilhelm Ziegler                        | deutscher Historiker, NS-Beamter und Politiker (BHE), MdL                                                       | 70    |       |
| 22. April | Paul Frankl                            | deutscher Kunsthistoriker                                                                                       | 84    |       |
| 22. April | Otto Hess                              | Schweizer Politiker (CVP)                                                                                       | 88    |       |
| 22. April | Otto Laible                            | deutscher Maler                                                                                                 | 64    |       |
| 22. April | Jakob Laub                             | argentinischer Physiker und Diplomat                                                                            | 78    |       |
| 22. April | Karl Wahl                              | Landtagsabgeordneter Volksstaat Hessen                                                                          | 66    |       |
| 23. April | Oskar Antze                            | deutscher Mediziner und Schachspieler                                                                           | 83    |       |
| 23. April | Amy Archer-Gilligan                    | US-amerikanische Mörderin                                                                                       | 92    |       |
| 23. April | Robert H. Clancy                       | US-amerikanischer Politiker                                                                                     | 80    |       |
| 23. April | Rudolf Haarmann                        | deutscher Verwaltungsjurist und Kommunalbeamter                                                                 | 78    |       |
| 23. April | Otto Kindler                           | deutscher Regisseur, Schauspieler und Schriftsteller                                                            | 56    |       |
| 24. April | Ned Barkas                             | englischer Fußballspieler                                                                                       | 59    |       |
| 24. April | Hans Cory                              | britischer Sozialanthropologe                                                                                   | 73    |       |
| 24. April | Franciszek Dąbrowski                   | polnischer Offizier im Zweiten Weltkrieg                                                                        | 58    |       |
| 24. April | Umberto Nistri                         | italienischer Unternehmer und Erfinde                                                                           | 66    |       |
| 24. April | Piotr Potworowski                      | polnischer Maler und Grafiker                                                                                   | 63    |       |
| 24. April | Henry Stisted                          | britischer Automobilrennfahrer                                                                                  | 52    |       |
| 24. April | Paul Vollenweider                      | Schweizer Militärarzt                                                                                           | 74    |       |
| 25. April | Jennie Adamson                         | britische Politikerin                                                                                           | 79    |       |
| 25. April | Victor Conrad                          | österreichisch-US-amerikanischer Klimatologe und Geophysiker (Seismologe)                                       | 85    |       |
| 25. April | Frida Imboden-Kaiser                   | Schweizer Ärztin                                                                                                | 84    |       |
| 25. April | Carl Muhsal                            | deutscher Politiker, MdR                                                                                        | 63    |       |
| 25. April | Heinrich Prell                         | deutscher Zoologe und Forstwissenschaftler                                                                      | 73    |       |
| 25. April | Eddie South                            | US-amerikanischer Jazzgeiger                                                                                    | 57    |       |
| 26. April | Alexandrine-Louise von Dänemark        | dänisches Mitglied der Königsfamilie                                                                            | 47    |       |
| 26. April | Ruth Fry                               | britische Quäkerin und Friedensaktivistin                                                                       | 83    |       |
| 26. April | Paul Hauenschild                       | deutscher Fußballfunktionär und Mäzen des Hamburger SV                                                          | 79    |       |
| 26. April | Freda Freifrau von Rechenberg          | deutsche Politikerin (DNVP), MdL (Preußen)                                                                      | 92    |       |
| 27. April | Ernst Braun                            | deutscher Wasserbauingenieur                                                                                    | 88    |       |
| 27. April | Willem Karel Dicke                     | niederländischer Kinderarzt                                                                                     | 57    |       |
| 28. April | Karl Etienne                           | deutscher Politiker (SPS, SPD), MdL                                                                             | 67    |       |
| 28. April | Hermann Finckh                         | deutscher Politiker, MdL, MdB                                                                                   | 51    |       |
| 28. April | Gianna Beretta Molla                   | italienische Kinderärztin und Heilige der römisch-katholischen Kirche                                           | 39    |       |
| 28. April | Paul Schaeffer-Heyrothsberge           | deutscher Architekt                                                                                             | 70    |       |
| 28. April | Helmuth Schreiner                      | deutscher evangelischer Theologe                                                                                | 69    |       |
| 29. April | Emil Bieber                            | deutscher Fotograf mit Atelier in Hamburg                                                                       | 84    |       |
| 29. April | Horst Frank                            | deutsches Todesopfer der Berliner Mauer                                                                         | 19    |       |
| 29. April | Engelbert Koch                         | deutscher Fußballspieler                                                                                        | 44    |       |
| 29. April | Giuseppe Petrelli                      | italienischer Geistlicher, Bischof von Lipa und Diplomat des Vatikans                                           | 89    |       |
| 29. April | Massimo Pilotti                        | italienischer Jurist                                                                                            | 82    |       |
| 29. April | Tanabe Hajime                          | japanischer Philosoph                                                                                           | 77    |       |
| 30. April | Jameson Adams                          | britischer Meteorologe und Südpolarforscher                                                                     | 82    |       |
| 30. April | Heinrich Lange-Windhof                 | deutscher Landwirt und Politiker (DNVP), MdL                                                                    | 98    |       |
| 30. April | Thomas Lieb                            | US-amerikanischer Leichtathlet                                                                                  | 62    |       |
| 30. April | Axel Nordlander                        | schwedischer Vielseitigkeitsreiter                                                                              | 82    |       |
| 30. April | Karl Pelte                             | deutscher Politiker, MdL                                                                                        | 53    |       |
| 30. April | Ralph E. Truman                        | US-amerikanischer Offizier, Generalmajor der US Army                                                            | 81    |       |
| 30. April | Lester D. Volk                         | US-amerikanischer Arzt, Jurist und Politiker                                                                    | 77    |       |
| April     | Philipp Held                           | deutsches Todesopfer der Berliner Mauer                                                                         | 19    |       |
| April     | Paula Sedana Schiff-Magnussen          | deutsche expressionistische Malerin                                                                             | 90    |       |
| April     | George Wall                            | englischer Fußballspieler                                                                                       | 77    |       |

## Mai
| Tag     | Name                                                | Beruf, bekannt als                                                                                              | Alter | Beleg |
| ------- | --------------------------------------------------- | --- | ----- | ----- |
| 1. Mai  | Hubert Dewaty                                       | österreichischer Politiker (Landbund), Abgeordneter zum Nationalrat                                             | 69    |       |
| 1. Mai  | Alfons Hetmanek                                     | österreichischer Architekt                                                                                      | 71    |       |
| 1. Mai  | Hans Lem                                            | norwegischer Turner                                                                                             | 73    |       |
| 1. Mai  | Giovanni Lucato                                     | italienischer Ordensgeistlicher und römisch-katholischer Bischof von Isernia-Venafro                            | 69    |       |
| 2. Mai  | Ludwig Bodenbender                                  | deutscher Politiker, MdL, Hessischer Staatsminister                                                             | 70    |       |
| 2. Mai  | Siegmund Loewe                                      | deutscher Physiker und Industrieller                                                                            | 76    |       |
| 2. Mai  | Emanuel Josef Margold                               | österreichischer Künstler                                                                                       | 73    |       |
| 2. Mai  | Emilie Schleiss-Simandl                             | österreichische Bildhauerin und Keramikerin                                                                     | 82    |       |
| 2. Mai  | Georg Tronnier                                      | deutscher Maler                                                                                                 | 88    |       |
| 2. Mai  | Max Zacharias                                       | deutscher Mathematiker                                                                                          | 88    |       |
| 3. Mai  | Robert Czerweny von Arland                          | österreichischer Industrieller und Erfinder                                                                     | 83    |       |
| 3. Mai  | William Alfred Eddy                                 | US-amerikanischer Nachrichtenoffizier                                                                           | 66    |       |
| 3. Mai  | Ludwig Haymann                                      | deutscher HNO-Arzt und Hochschullehrer                                                                          | 85    |       |
| 3. Mai  | Julius Schellin                                     | deutscher Politiker (CSP, DVP, CDU), MdA                                                                        | 82    |       |
| 3. Mai  | Hans Steiner                                        | Schweizer Fotograf                                                                                              | 54    |       |
| 3. Mai  | Johann Wilhelm Welker                               | deutscher Manager                                                                                               | 92    |       |
| 4. Mai  | Albert Braun                                        | deutscher Bildhauer und Restaurator                                                                             | 62    |       |
| 4. Mai  | Wadim Georgijewitsch Meller                         | russisch-ukrainischer Maler                                                                                     | 78    |       |
| 4. Mai  | Cécile Vogt                                         | Ärztin und Neurologin                                                                                           | 87    |       |
| 5. Mai  | Gaetano Corsani                                     | italienischer Ökonom, Professor für Betriebswirtschaftslehre                                                    | 69    |       |
| 5. Mai  | Jacques Moreau                                      | französischer Vizeadmiral                                                                                       | 77    |       |
| 5. Mai  | Arthur Simon                                        | deutscher Chemiker                                                                                              | 69    |       |
| 6. Mai  | Robert Daum                                         | deutscher Politiker, MdR, Oberbürgermeister von Wuppertal, MdL, MdB                                             | 73    |       |
| 6. Mai  | Heinrich Möhle                                      | deutscher Sozialdemokrat und Kommunalpolitiker, Verfolgter des NS-Regimes                                       | 73    |       |
| 6. Mai  | Edison Pettit                                       | US-amerikanischer Astronom                                                                                      | 72    |       |
| 7. Mai  | Josef Flegl                                         | tschechischer Komponist, Musikpädagoge und Cellist                                                              | 80    |       |
| 7. Mai  | Adolf Meyn                                          | deutscher Veterinär und Hochschullehrer                                                                         | 63    |       |
| 7. Mai  | Bruno von Reden                                     | deutscher Offizier, Gutsbesitzer und Parlamentarier                                                             | 91    |       |
| 08. Mai | Guglielmo Bossi                                     | italienischer Radrennfahrer                                                                                     | 60    |       |
| 8. Mai  | Julius Braun                                        | Generalleutnant der Deutschen Wehrmacht                                                                         | 67    |       |
| 8. Mai  | Emil Brose                                          | deutscher Maler                                                                                                 | 60    |       |
| 8. Mai  | Donald Lambert                                      | US-amerikanischer Jazz-Pianist                                                                                  | 58    |       |
| 8. Mai  | Erna Lendvai-Dircksen                               | deutsche Fotografin                                                                                             | 78    |       |
| 8. Mai  | Freddie Miller                                      | US-amerikanischer Boxer im Federgewicht                                                                         | 51    |       |
| 8. Mai  | Mykola Muchin-Koloda                                | ukrainischer Bildhauer und Professor                                                                            | 45    |       |
| 8. Mai  | Ernest Müller                                       | österreichischer Filmkaufmann und Filmproduzent                                                                 | 56    |       |
| 8. Mai  | Franz Winkler                                       | österreichischer Komponist                                                                                      | 55    |       |
| 9. Mai  | Raoul Duquette                                      | kanadischer Cellist und Musikpädagoge                                                                           |       |       |
| 9. Mai  | George Barnes Grigsby                               | US-amerikanischer Politiker                                                                                     | 87    |       |
| 9. Mai  | Julius Lehnert                                      | österreichischer Dirigent, Kapellmeister, Chorleiter, Korrepetitor und Arrangeur                                | 91    |       |
| 9. Mai  | Raimondo van Riel                                   | niederländischstämmiger italienischer Schauspieler und Maskenbildner                                            | 81    |       |
| 9. Mai  | Georg Schott                                        | deutscher Publizist und Hitlerbiograf                                                                           | 80    |       |
| 9. Mai  | Karl Tõnisson                                       | estnischer Buddhist                                                                                             | 78    |       |
| 10. Mai | Erich Angenendt                                     | deutscher Fotograf                                                                                              | 67    |       |
| 10. Mai | Eva Armstrong                                       | US-amerikanische Chemiehistorikerin                                                                             | 84    |       |
| 10. Mai | Louis Gazaigne                                      | französischer Schwimmer                                                                                         | 81    |       |
| 10. Mai | Theo Glinz                                          | Schweizer Maler                                                                                                 | 71    |       |
| 10. Mai | Hata Shunroku                                       | japanischer Kriegsminister und Generalfeldmarschall                                                             | 82    |       |
| 10. Mai | Magnus Heimannsberg                                 | Kommandeur der Berliner Schutzpolizei (1927–1932), Polizeipräsident von Wiesbaden ab 1948                       | 80    |       |
| 11. Mai | Julie Bikle                                         | deutsch-schweizerische Philanthropin                                                                            | 91    |       |
| 11. Mai | Rudolf Geil                                         | deutscher Architekt und Hochschullehrer                                                                         | 62    |       |
| 11. Mai | Frieda Harris                                       | englische Künstlerin, Politikergattin und späte Weggefährtin des Okkultisten Aleister Crowley                   |       |       |
| 11. Mai | Hans Luther                                         | deutscher Jurist, parteiloser Politiker, Reichskanzler und Finanzfachmann                                       | 83    |       |
| 11. Mai | Eugène Pittard                                      | Schweizer Anthropologe                                                                                          | 94    |       |
| 11. Mai | Richard Reitzner                                    | deutscher Politiker (DSAP, SPD), MdB                                                                            | 68    |       |
| 12. Mai | Edward Kokoszko                                     | polnischer Maler                                                                                                | 61    |       |
| 12. Mai | Julien Luchaire                                     | französischer Romanist, Italianist und Schriftsteller                                                           | 85    |       |
| 12. Mai | Paul Meißner                                        | deutscher Arzt                                                                                                  | 85    |       |
| 12. Mai | Pedro Pablo Ramírez                                 | argentinischer Präsident                                                                                        | 78    |       |
| 12. Mai | Thomas Milton Rivers                                | US-amerikanischer Bakteriologe und Virologe                                                                     | 73    |       |
| 12. Mai | Walter Scherau                                      | deutscher Volksschauspieler und Hörspielsprecher                                                                | 59    |       |
| 13. Mai | Roberto Almagià                                     | italienischer Geograph                                                                                          | 77    |       |
| 13. Mai | H. Trendley Dean                                    | US-amerikanischer Zahnmediziner                                                                                 | 68    |       |
| 13. Mai | Dagobert Frey                                       | österreichischer Kunsthistoriker                                                                                | 79    |       |
| 13. Mai | Karl Gossow                                         | deutscher Typograf, Buchgestalter                                                                               | 58    |       |
| 13. Mai | Frank Jenks                                         | US-amerikanischer Schauspieler und Musiker                                                                      | 59    |       |
| 13. Mai | Franz Kline                                         | US-amerikanischer Maler                                                                                         | 51    |       |
| 13. Mai | Maria Lerch                                         | deutsche Bildhauerin                                                                                            | 78    |       |
| 13. Mai | Arthur Seymour John Tessimond                       | englischer Dichter                                                                                              | 59    |       |
| 14. Mai | Heah Joo Seang                                      | malaysischer Unternehmer, Politiker und Badmintonfunktionär                                                     | 62    |       |
| 14. Mai | Dov Karmi                                           | israelischer Architekt                                                                                          |       |       |
| 14. Mai | Silpa Bhirasri                                      | thailändischer Bildhauer                                                                                        | 69    |       |
| 15. Mai | Fritz Döllgast                                      | deutscher Maler                                                                                                 | 73    |       |
| 15. Mai | Hans Nitsche                                        | deutscher Politiker, MdL                                                                                        | 68    |       |
| 15. Mai | Franklin Punga                                      | deutscher Elektrotechniker                                                                                      | 82    |       |
| 15. Mai | Francis Shepherd                                    | britischer Botschafter                                                                                          | 69    |       |
| 16. Mai | Friedrich Claus                                     | deutscher Fußballspieler                                                                                        | 82    |       |
| 16. Mai | Theodor Lemba                                       | estnischer Pianist                                                                                              | 85    |       |
| 16. Mai | Paul Ortwin Rave                                    | deutscher Kunsthistoriker                                                                                       | 68    |       |
| 17. Mai | E. Franklin Frazier                                 | US-amerikanischer Soziologe                                                                                     | 67    |       |
| 17. Mai | Arseni Grigorjewitsch Golowko                       | sowjetischer Admiral                                                                                            | 55    |       |
| 17. Mai | John Milton Miller                                  | US-amerikanischer Ingenieur und Radiopionier                                                                    | 79    |       |
| 17. Mai | Harold Muller                                       | US-amerikanischer Footballspieler und Leichtathlet                                                              | 60    |       |
| 17. Mai | Hans-Wilhelm Smolik                                 | deutscher Autor von Natur- und Tiergeschichten                                                                  | 55    |       |
| 17. Mai | Josef Stampfl                                       | österreichischer Politiker (ÖVP), Mitglied des Bundesrates                                                      | 77    |       |
| 17. Mai | Gretchen Wohlwill                                   | deutsche Malerin                                                                                                | 83    |       |
| 18. Mai | Kurt Kersten                                        | deutscher Historiker, Schriftsteller, Publizist und Journalist                                                  | 71    |       |
| 18. Mai | Paul Körner-Schrader                                | deutscher Schriftsteller                                                                                        | 62    |       |
| 18. Mai | Clifford Joy Rogers                                 | US-amerikanischer Politiker                                                                                     | 64    |       |
| 19. Mai | Robert Haardt                                       | österreichischer Geograph                                                                                       | 78    |       |
| 19. Mai | Josef Klampfer                                      | österreichischer Krippenkünstler                                                                                | 69    |       |
| 19. Mai | Gabriele Münter                                     | deutsche Malerin des Expressionismus und Lebensgefährtin von Wassily Kandinsky                                  | 85    |       |
| 19. Mai | Franz Schütz                                        | österreichischer Organist und Musikpädagoge                                                                     | 70    |       |
| 19. Mai | Manfred Weiß                                        | Gefreiter der Grenztruppen der DDR, der von einem Kameraden hinterrücks erschossen wurde                        | 18    |       |
| 20. Mai | Wilhelm Andreae                                     | deutscher Sozialökonom                                                                                          | 74    |       |
| 20. Mai | Alessandro Pirzio Biroli                            | italienischer General und Olympiateilnehmer                                                                     | 84    |       |
| 20. Mai | Frédéric Rüedi                                      | Schweizer Beamter                                                                                               | 73    |       |
| 20. Mai | Tymoteusz Szretter                                  | orthodoxer Theologe und Bischof in Polen                                                                        | 61    |       |
| 20. Mai | Erich Pitzschler                                    | deutscher Kaufmann und Parteifunktionär (NSDAP)                                                                 | 66    |       |
| 20. Mai | Josef Uridil                                        | österreichischer Fußballspieler und -trainer                                                                    | 66    |       |
| 21. Mai | Pietro Bianchi                                      | italienischer Gewichtheber                                                                                      | 67    |       |
| 21. Mai | Philipp Deichmann                                   | deutscher Verwaltungsjurist; Landrat                                                                            | 72    |       |
| 21. Mai | Bruno Lücke                                         | deutscher Politiker, MdA                                                                                        | 55    |       |
| 22. Mai | Alfred Mell                                         | österreichischer Historiker und Museumsdirektor                                                                 | 81    |       |
| 22. Mai | Karl Julius Sommer                                  | deutscher Komponist und Musikschriftsteller                                                                     | 78    |       |
| 23. Mai | Gösta Carell                                        | schwedischer Bildhauer und Medailleur                                                                           | 74    |       |
| 23. Mai | Peter Göring                                        | deutscher Militär, Gefreiter der Grenztruppen der DDR, der als Mauerschütze von zwei West-Berliner Poliziste... | 21    |       |
| 23. Mai | Douglas Carruthers                                  | britischer Naturforscher und Kartograf                                                                          | 79    |       |
| 23. Mai | Charles Burton Gulick                               | US-amerikanischer Klassischer Philologe                                                                         | 93    |       |
| 23. Mai | Sergei Alexandrowitsch Schtscherbatow               | russischer Aristokrat, Maler, Mäzen und Kunstsammler                                                            | 87    |       |
| 23. Mai | Édouard Tièche                                      | Schweizer Klassischer Philologe                                                                                 | 85    |       |
| 24. Mai | Ludwig Bußjäger                                     | Politiker, MdL                                                                                                  | 77    |       |
| 24. Mai | Roger Labric                                        | französischer Journalist, Schriftsteller und Rennfahrer                                                         | 69    |       |
| 24. Mai | Georg von Schnitzler                                | deutscher Industrieller                                                                                         | 77    |       |
| 24. Mai | August Schuchert                                    | deutscher Theologe und Archäologe                                                                               | 61    |       |
| 24. Mai | Heinrich Süchting                                   | deutscher Forstwissenschaftler                                                                                  | 82    |       |
| 25. Mai | Júlio Dantas                                        | portugiesischer Politiker und Schriftsteller                                                                    | 86    |       |
| 25. Mai | Harold I. Goss                                      | US-amerikanischer Anwalt und Politiker                                                                          | 79    |       |
| 24. Mai | Kjeld Petersen                                      | dänischer Schauspieler                                                                                          | 41    |       |
| 25. Mai | George Sessous                                      | deutscher Pflanzenbauwissenschaftler und Hochschullehrer                                                        | 85    |       |
| 25. Mai | Erich Stuckel                                       | deutscher Politiker, MdL                                                                                        | 59    |       |
| 25. Mai | Wilhelmina Weber Furlong                            | deutsch-US-amerikanische Malerin                                                                                | 83    |       |
| 25. Mai | Carl Wolpers                                        | deutscher Notar                                                                                                 | 86    |       |
| 26. Mai | Aida de Acosta                                      | erste US-amerikanische Frau kubanischer Abstammung, die ein motorgetriebenes Luftschiff steuerte                | 77    |       |
| 26. Mai | Charles Day                                         | US-amerikanischer Ruderer                                                                                       | 47    |       |
| 26. Mai | Wilfrid Wilson Gibson                               | britischer Lyriker                                                                                              | 83    |       |
| 26. Mai | Erich von Holst                                     | deutscher Biologe und Verhaltensforscher                                                                        | 53    |       |
| 26. Mai | Karl Rapp                                           | deutscher Unternehmer und Höhenforscher                                                                         | 79    |       |
| 27. Mai | Thomas Baumgartner                                  | deutscher Bauernmaler                                                                                           | 69    |       |
| 27. Mai | Felix Behrend                                       | deutsch-australischer Mathematiker                                                                              | 51    |       |
| 27. Mai | Richard Dietzel                                     | deutscher Chemiker und Hochschullehrer                                                                          | 70    |       |
| 27. Mai | Lutz Haberlandt                                     | deutsches Todesopfer der Berliner Mauer                                                                         | 24    |       |
| 27. Mai | Egon Petri                                          | niederländisch-US-amerikanischer klassischer Pianist                                                            | 81    |       |
| 27. Mai | Palani Subramania Pillai                            | indischer Perkussionist und Vertreter der Karnatischen Musik                                                    | 54    |       |
| 28. Mai | Hamid Idris Awate                                   | eritreischer Unabhängigkeitskämpfer                                                                             |       |       |
| 28. Mai | Johann Bauer                                        | deutscher Gewerkschafter und Politiker, MdL                                                                     | 74    |       |
| 28. Mai | Assar Gabrielsson                                   | schwedischer Autoindustrieller                                                                                  | 70    |       |
| 28. Mai | Giacomo Gaglione                                    | italienischer katholischer Ehrwürdiger Diener Gottes                                                            | 65    |       |
| 28. Mai | Bernard Hubbard                                     | US-amerikanischer Jesuitenpriester und Naturforscher                                                            | 73    |       |
| 29. Mai | Natale Cirino                                       | italienischer Schauspieler                                                                                      | 68    |       |
| 29. Mai | Hans Peter Sørensen                                 | dänischer Politiker                                                                                             | 75    |       |
| 29. Mai | Henry Lüdeke                                        | US-amerikanischer Anglist und Amerikanist                                                                       | 72    |       |
| 29. Mai | Arnold Walfisz                                      | polnischer Mathematiker                                                                                         | 69    |       |
| 29. Mai | Oskar Wegener                                       | deutscher Politiker (SPD, SED), MdL, MdV, OB von Frankfurt (Oder)                                               | 84    |       |
| 30. Mai | Leo Altermatt                                       | Schweizer Historiker und Bibliothekar                                                                           | 66    |       |
| 30. Mai | Ludwig Arnold                                       | deutscher Politiker (SED), stellvertretender Direktor der PHS und Leiter des IML                                | 57    |       |
| 30. Mai | Hermann Baden                                       | Präsident des Verbandes Jüdischer Gemeinden in der DDR                                                          | 78    |       |
| 30. Mai | Frank A. Barrett                                    | US-amerikanischer Politiker                                                                                     | 69    |       |
| 30. Mai | Marcel Fischer                                      | Schweizer Kunsthistoriker                                                                                       | 56    |       |
| 30. Mai | Pierre Gilliard                                     | Schweizer Erzieher am russischen Zarenhof                                                                       | 83    |       |
| 30. Mai | Helena von Schleswig-Holstein-Sonderburg-Glücksburg | deutsche Prinzessin und durch Heirat Angehörige der dänischen Königsfamilie                                     | 73    |       |
| 30. Mai | Justus Koch                                         | deutscher Rechtsanwalt und Notar                                                                                | 70    |       |
| 30. Mai | Vivian Lockett                                      | britischer Polospieler                                                                                          | 81    |       |
| 30. Mai | Eugenie Primavesi                                   | österreichische Schauspielerin                                                                                  | 87    |       |
| 30. Mai | Hans Wehberg                                        | deutscher Völkerrechtslehrer und Pazifist                                                                       | 76    |       |
| 31. Mai | Henry F. Ashurst                                    | US-amerikanischer Politiker                                                                                     | 87    |       |
| 31. Mai | Adolf Eichmann                                      | deutscher SS-Obersturmbannführer und Leiter des Referats Auswanderung                                           | 56    |       |
| 31. Mai | Friedrich Hänichen                                  | deutscher Jurist und Kommunalpolitiker                                                                          | 78    |       |
| 31. Mai | Hans Herz                                           | deutscher Zeitungs- und Rundfunkjournalist                                                                      | 69    |       |
| 31. Mai | Erik von Holst                                      | deutschbaltischer Regattasegler                                                                                 | 67    |       |
| 31. Mai | Hans Klüppelberg                                    | deutscher Architekt                                                                                             | 58    |       |
| 31. Mai | Carl Axel Pettersson                                | schwedischer Curler                                                                                             | 88    |       |
| 31. Mai | Martin Olsen Schøyen                                | norwegischer Geschäftsmann                                                                                      | 65    |       |
| 31. Mai | Eduard Toldrà                                       | spanischer Violinist, Dirigent und Komponist                                                                    | 67    |       |

## Juni
| Tag      | Name                            | Beruf, bekannt als                                                                                            | Alter | Beleg |
| -------- | ------------------------------- | --- | ----- | ----- |
| 1. Juni  | Leslie Gagne                    | kanadischer Skispringer                                                                                       |       |       |
| 1. Juni  | Josef Ospelt                    | liechtensteinischer Politiker                                                                                 | 81    |       |
| 1. Juni  | Theodor Thürmer                 | deutscher Oberforstmeister und Jagdschriftsteller                                                             | 82    |       |
| 2. Juni  | Fran Saleški Finžgar            | slowenischer Schriftsteller und Priester                                                                      | 91    |       |
| 2. Juni  | Hertha von Hagen                | österreichische Theater- und Filmschauspielerin                                                               | 86    |       |
| 2. Juni  | Vita Sackville-West             | englische Schriftstellerin und Gartengestalterin                                                              | 70    |       |
| 2. Juni  | Ernst Schnitzler                | deutscher Politiker (Zentrum), MdR                                                                            | 85    |       |
| 2. Juni  | Frederick Parkes Weber          | britischer Dermatologe                                                                                        | 99    |       |
| 2. Juni  | William E. Zeuch                | US-amerikanischer Organist                                                                                    |       |       |
| 3. Juni  | Ernst Buchner                   | deutscher Kunsthistoriker und Museumsdirektor                                                                 | 70    |       |
| 3. Juni  | William Ernest Castle           | US-amerikanischer Genetiker                                                                                   | 94    |       |
| 3. Juni  | Hermann Gallinger               | Schweizer Schauspieler                                                                                        | 62    |       |
| 4. Juni  | Charles William Beebe           | US-amerikanischer Tiefseeforscher                                                                             | 84    |       |
| 4. Juni  | August Fischer                  | deutscher Politiker, MdL                                                                                      | 71    |       |
| 4. Juni  | Peter Jamvold                   | norwegischer Segler                                                                                           | 65    |       |
| 4. Juni  | Jakow Abramowitsch Kornfeld     | sowjetischer Architekt und Hochschullehrer                                                                    | 66    |       |
| 4. Juni  | Giuseppe Misuraca               | italienischer Geistlicher, römisch-katholischer Erzbischof und Diplomat des Heiligen Stuhls                   | 78    |       |
| 4. Juni  | Hartmuth Pfeil                  | deutscher Grafiker und Zeichner                                                                               | 69    |       |
| 5. Juni  | Jacques Gréber                  | französischer Landschaftsarchitekt                                                                            | 79    |       |
| 5. Juni  | Axel Hannemann                  | deutsches Todesopfer der Berliner Mauer                                                                       | 17    |       |
| 5. Juni  | Hans Roelli                     | Schweizer Komponist und Dichter                                                                               | 72    |       |
| 6. Juni  | Abba Ahimeir                    | israelischer Historiker, Journalist und politischer Aktivist                                                  | 64    |       |
| 6. Juni  | Yves Klein                      | französischer Maler, Bildhauer und Performancekünstler                                                        | 34    |       |
| 6. Juni  | Carl Nacken                     | deutscher Lehrer und Landrat sowie Direktor der Landesversicherungsanstalt Westfalen                          | 68    |       |
| 6. Juni  | Johannes Niggemann              | deutscher Hauptgeschäftsführer der Handwerkskammer Hannover, Kommunalpolitiker und Senator der Stadt Hannover | 63    |       |
| 6. Juni  | Tom Phillis                     | australischer Motorradrennfahrer                                                                              | 31    |       |
| 6. Juni  | Robert Redslob                  | deutsch-französischer Staats- und Völkerrechtler                                                              | 80    |       |
| 6. Juni  | John Rimmer                     | britischer Leichtathlet und zweifacher Olympiasieger                                                          | 84    |       |
| 6. Juni  | Sakallı Celâl                   | türkischer Intellektueller und Straßenphilosoph                                                               | 76    |       |
| 6. Juni  | Peter Strasser                  | österreichischer Politiker (SPÖ), Abgeordneter zum Nationalrat                                                | 44    |       |
| 6. Juni  | Guinn Williams                  | US-amerikanischer Schauspieler                                                                                | 63    |       |
| 7. Juni  | Hermann Boehm                   | deutscher Arzt, Professor für „Rassenhygiene“                                                                 | 77    |       |
| 7. Juni  | Albert Dovecar                  | französischer Offizier und Terrorist in der OAS                                                               | 24    |       |
| 7. Juni  | Otto Geiss                      | deutscher Landtagsabgeordneter Volksstaat Hessen                                                              | 59    |       |
| 7. Juni  | Paul Grunwaldt                  | deutscher Maler und Vertreter des Berliner Expressionismus                                                    | 71    |       |
| 7. Juni  | Michael Jäger                   | fränkischer Landwirt, Bürgermeister und Abgeordneter                                                          | 85    |       |
| 7. Juni  | Andrés Ignacio Menéndez         | salvadorianischer General und Politiker                                                                       | 83    |       |
| 7. Juni  | Hans Neumann                    | deutscher Filmproduzent, Filmregisseur und Drehbuchautor                                                      | 75    |       |
| 7. Juni  | Claude Piegts                   | französischer Terrorist der Organisation de l'armée secrète (OAS)                                             | 28    |       |
| 7. Juni  | Joseph Profaci                  | italo-US-amerikanischer Mobster                                                                               | 64    |       |
| 07. Juni | Henri Weewauters                | belgischer Regattasegler                                                                                      | 86    |       |
| 8. Juni  | Georg Braig                     | deutscher Politiker                                                                                           | 74    |       |
| 8. Juni  | William Stanley Braithwaite     | US-amerikanischer Dichter, Anthologist und Literaturkritiker                                                  | 83    |       |
| 8. Juni  | Tomàs Buxó i Pujadas            | katalanischer Pianist, Musikpädagoge und Komponist                                                            | 79    |       |
| 8. Juni  | Gottlieb Duttweiler             | Schweizer Unternehmer und Politiker (LdU)                                                                     | 73    |       |
| 8. Juni  | Maximilian Felzmann             | deutscher Offizier, zuletzt General der Artillerie im Zweiten Weltkrieg                                       | 68    |       |
| 8. Juni  | Eugène Freyssinet               | französischer Ingenieur und Erfinder                                                                          | 82    |       |
| 8. Juni  | Georg Baron Manteuffel-Szoege   | deutscher Politiker (CSU), MdB, Präsident des Bundes der Vertriebenen                                         | 73    |       |
| 8. Juni  | Charles P. Nelson               | US-amerikanischer Politiker                                                                                   | 54    |       |
| 8. Juni  | Fernando Palazzi                | italienischer Literat, Übersetzer und Lexikograf                                                              | 77    |       |
| 9. Juni  | Polly Adler                     | US-amerikanische Bordellbetreiberin                                                                           | 62    |       |
| 9. Juni  | Andrei Wassiljewitsch Chruljow  | sowjetischer General und Politiker                                                                            | 69    |       |
| 9. Juni  | Berthold Epstein                | tschechoslowakischer Kinderarzt                                                                               | 72    |       |
| 9. Juni  | Franz Findeisen                 | deutscher Ökonom und Professor an der Handelshochschule Leipzig                                               | 69    |       |
| 9. Juni  | Günther Grüning                 | deutscher Bauingenieur und Professor für Baustatik                                                            | 57    |       |
| 9. Juni  | Priit Nigula                    | estnischer Dirigent                                                                                           | 62    |       |
| 9. Juni  | John C. Schafer                 | US-amerikanischer Politiker                                                                                   | 69    |       |
| 10. Juni | Hermann Brandt                  | deutscher Unternehmer und Politiker (DP), MdBB                                                                | 77    |       |
| 10. Juni | Francisco Bru                   | spanischer Fußballspieler, -schiedsrichter und -trainer                                                       | 77    |       |
| 10. Juni | Rudolf Hermann                  | deutscher evangelischer Theologe und Religionsphilosoph                                                       | 74    |       |
| 10. Juni | Kazimierz Skarżyński            | polnischer Rotkreuzsekretär                                                                                   | 74    |       |
| 11. Juni | Chhabi Biswas                   | indischer Theater- und Filmschauspieler                                                                       | 61    |       |
| 11. Juni | Karl Felder                     | Landtagsabgeordneter Volksstaat Hessen                                                                        | 82    |       |
| 11. Juni | Wolfgang Glöde                  | deutscher Minderjähriger, der Opfer eines Unfalls an der Berliner Mauer wurde                                 | 13    |       |
| 11. Juni | Lilla Hansen                    | norwegische Architektin                                                                                       | 90    |       |
| 11. Juni | Erna Kelm                       | deutsches Todesopfer der Berliner Mauer                                                                       | 53    |       |
| 11. Juni | Else Kolshorn                   | deutsche Gewerkschafterin                                                                                     | 88    |       |
| 11. Juni | Max Krell                       | deutscher Autor und Lektor                                                                                    | 74    |       |
| 11. Juni | Max Eduard Liehburg             | Schweizer Schriftsteller                                                                                      | 63    |       |
| 11. Juni | Gabriel H. Mahon                | US-amerikanischer Politiker                                                                                   | 72    |       |
| 11. Juni | Franz Mayrhofer                 | österreichischer Landwirt und Politiker (CSP, ÖVP), Landtagsabgeordneter, Abgeordneter zum Nationalrat        | 75    |       |
| 11. Juni | Franz Rauscher                  | österreichischer Politiker (SPÖ, KPÖ), Landesrat und Landtagsabgeordneter von Vorarlberg                      | 77    |       |
| 11. Juni | Hedwig Thöne                    | deutsche Pädagogin und Politikerin, MdL                                                                       | 75    |       |
| 11. Juni | Willa Thorade                   | Persönlichkeit der Sozialfürsorge und Befürworterin der Frauenrechte im Land Oldenburg                        | 90    |       |
| 12. Juni | Hellmuth Becker                 | deutscher Politiker (NSDAP), MdR                                                                              | 60    |       |
| 12. Juni | Eugenio Cavadini                | Schweizer Architekt                                                                                           | 80    |       |
| 12. Juni | Hugo Grille                     | deutscher Richter und Verwaltungsjurist                                                                       | 91    |       |
| 12. Juni | Friedrich Horst                 | deutscher evangelischer Theologe und Hochschullehrer                                                          | 66    |       |
| 12. Juni | John Ireland                    | englischer Komponist                                                                                          | 82    |       |
| 12. Juni | Fritz W. Schulz                 | deutscher Marinemaler und Illustrator                                                                         | 78    |       |
| 12. Juni | Frank X. Shaw                   | US-amerikanischer Filmproduzent und Regieassistent                                                            | 66    |       |
| 12. Juni | Hermann Stork                   | deutscher Wasserspringer                                                                                      | 50    |       |
| 13. Juni | Richard Alber                   | deutscher Landrat                                                                                             | 69    |       |
| 13. Juni | Ernst Boldt                     | deutscher Schriftsteller und Lehrer                                                                           | 73    |       |
| 13. Juni | Eugène Aynsley Goossens         | englischer Dirigent und Komponist                                                                             | 69    |       |
| 13. Juni | Wilhelm Kutscher                | deutscher Verwaltungsbeamter                                                                                  | 85    |       |
| 13. Juni | Adolf Friedrich Lorenz          | deutscher Denkmalpfleger und Architekt                                                                        | 78    |       |
| 13. Juni | Alfred Oelßner                  | deutscher KPD- und SED-Funktionär                                                                             | 82    |       |
| 13. Juni | Johannes Ritter                 | deutscher Kommunalpolitiker und Oberbürgermeister von Leverkusen                                              | 65    |       |
| 14. Juni | Marguerite Alioth               | Schweizer Pianistin und Komponistin                                                                           | 88    |       |
| 14. Juni | Otto Bülte                      | deutscher Fußballspieler                                                                                      | 75    |       |
| 14. Juni | Otto Czernin                    | österreichisch-ungarischer Diplomat                                                                           | 86    |       |
| 14. Juni | Peter Paul Eickmeier            | deutscher Gebrauchsgrafiker, Pressezeichner, politischer Karikaturist                                         | 71    |       |
| 14. Juni | Teodors Grīnbergs               | lettischer evangelischer Theologe                                                                             | 92    |       |
| 14. Juni | Ernst August von Mandelsloh     | österreichischer Maler und Graphiker                                                                          | 75    |       |
| 14. Juni | Aníbal Ramírez                  | chilenischer Fußballspieler                                                                                   | 58    |       |
| 14. Juni | Roland Steinacker               | deutscher Politiker (Karpatendeutsche Partei)                                                                 | 91    |       |
| 14. Juni | Johannes Philippus Suijling     | niederländischer Rechtswissenschaftler                                                                        | 92    |       |
| 14. Juni | Svend Weihrauch                 | dänischer Silberschmied                                                                                       | 62    |       |
| 14. Juni | Mychajlo Werykiwskyj            | ukrainischer Komponist                                                                                        | 65    |       |
| 15. Juni | Eugeniusz Baziak                | polnischer Erzbischof                                                                                         | 72    |       |
| 15. Juni | Alfred Cortot                   | Schweizer Pianist und Dirigent                                                                                | 84    |       |
| 15. Juni | Eberhard Heinichen              | deutscher Kapitän zur See der Kriegsmarine                                                                    | 68    |       |
| 15. Juni | Wolrad zu Schaumburg-Lippe      | Chef des Hauses zu Schaumburg-Lippe                                                                           | 75    |       |
| 15. Juni | Erwin Albert Schmid             | deutscher Maler                                                                                               | 66    |       |
| 15. Juni | Herbert Sprotte                 | deutscher Architekt                                                                                           | 58    |       |
| 16. Juni | Alexei Innokentjewitsch Antonow | sowjetischer General                                                                                          | 65    |       |
| 16. Juni | Karl Härle                      | deutscher Landwirt                                                                                            | 89    |       |
| 16. Juni | Hans Kirk                       | dänischer Schriftsteller und Journalist                                                                       | 64    |       |
| 17. Juni | Otto Beyer                      | deutscher Maler und Grafiker                                                                                  | 76    |       |
| 17. Juni | Olinto Cristina                 | italienischer Schauspieler                                                                                    | 74    |       |
| 17. Juni | Walter Flanigan                 | US-amerikanischer American-Football-Spieler und Unternehmer                                                   | 72    |       |
| 17. Juni | Franz Alfred Herzog             | Schweizer katholischer Theologe und Schriftsteller                                                            | 82    |       |
| 17. Juni | Conrad Salinger                 | US-amerikanischer Komponist und Orchestrierer                                                                 | 60    |       |
| 17. Juni | Robert Tobler                   | Schweizer Politiker (Frontenbewegung)                                                                         | 60    |       |
| 17. Juni | Enn Võrk                        | estnischer Komponist                                                                                          | 57    |       |
| 18. Juni | Volkmar Andreae                 | Schweizer Dirigent und Komponist                                                                              | 82    |       |
| 18. Juni | Reinhold Huhn                   | deutscher Soldat der Grenztruppen der DDR                                                                     | 20    |       |
| 19. Juni | Georg Altmann                   | deutscher Theaterleiter                                                                                       | 78    |       |
| 19. Juni | Frank Borzage                   | US-amerikanischer Filmregisseur                                                                               | 69    |       |
| 19. Juni | Arvor Hansen                    | dänischer Turner                                                                                              | 75    |       |
| 19. Juni | Sidney J. Kaplan                | amerikanischer Jurist                                                                                         | 53    |       |
| 19. Juni | Rudolf Maier                    | deutscher Oberamtmann und Landrat                                                                             | 76    |       |
| 19. Juni | Patrick Ramsey                  | britischer Diplomat                                                                                           | 82    |       |
| 19. Juni | William-Henri Schopfer          | Schweizer Biologe                                                                                             | 62    |       |
| 19. Juni | Will Wright                     | US-amerikanischer Charakterdarsteller                                                                         | 68    |       |
| 20. Juni | Gabriel Bertrand                | französischer Biochemiker                                                                                     | 95    |       |
| 20. Juni | John Lesesne DeWitt             | General der US-Army                                                                                           | 82    |       |
| 20. Juni | Emmy Lanzke                     | deutsche Sozialfunktionärin und Kommunalpolitikerin                                                           | 61    |       |
| 20. Juni | Kurt Magnus                     | deutscher Rundfunkpionier und Verwaltungsjurist                                                               | 75    |       |
| 20. Juni | Gustav Nohel                    | deutscher SA-Führer                                                                                           | 65    |       |
| 20. Juni | Harold Zink                     | US-amerikanischer Politologe                                                                                  | 61    |       |
| 21. Juni | Wladimir Iwanowitsch Pohl       | deutsch-russischer Pianist, Komponist und Musikpädagoge                                                       | 87    |       |
| 21. Juni | Gottfried Strympe               | deutscher Straftäter, Justiz-Opfer in der DDR                                                                 |       |       |
| 21. Juni | Tom Webster                     | britischer Karikaturist und Cartoonist                                                                        | 75    |       |
| 22. Juni | Francis H. Case                 | US-amerikanischer Politiker                                                                                   | 65    |       |
| 22. Juni | Hugo Gutmann                    | deutscher Offizier und Unternehmer                                                                            | 81    |       |
| 22. Juni | Herbert William Heinrich        | US-amerikanischer Pionier im Bereich der industriellen Arbeitssicherheit                                      |       |       |
| 22. Juni | Oskar Schmid                    | deutscher Jurist                                                                                              | 81    |       |
| 22. Juni | Shaaban Bin Robert              | tansanischer Lyriker, Autor und Essayist                                                                      | 53    |       |
| 22. Juni | Johann Stockinger               | österreichischer Metallarbeiter und Politiker (SPÖ), MdL (Burgenland)                                         | 82    |       |
| 23. Juni | Siegfried Löw                   | deutscher Bergsteiger                                                                                         | 29    |       |
| 23. Juni | Richard Rössler                 | deutscher Komponist                                                                                           | 81    |       |
| 24. Juni | Hermann Ercklentz               | preußischer Verwaltungsjurist und Landrat                                                                     | 85    |       |
| 24. Juni | Anatoli Borissowitsch Marienhof | russischer Schriftsteller                                                                                     | 64    |       |
| 24. Juni | Wilhelm Schenk                  | deutscher Politiker (DP), MdL                                                                                 | 75    |       |
| 24. Juni | Carl Schutte                    | US-amerikanischer Radrennfahrer                                                                               | 74    |       |
| 24. Juni | Ludwig Sprauer                  | deutscher Mediziner und badischer Medizinalbeamter                                                            | 77    |       |
| 24. Juni | Lucile Watson                   | US-amerikanisch-kanadische Schauspielerin                                                                     | 83    |       |
| 25. Juni | Vittorio Belmondo               | italienischer Unternehmer, Industrieller und Automobilrennfahrer                                              | 50    |       |
| 25. Juni | Rudolf Gunderloch               | deutscher Sanitätsoffizier, Kommandeur der Militärärztlichen Akademie, Generalstabsarzt der Wehrmacht         | 76    |       |
| 25. Juni | Ferdinand Kirnberger            | hessischer Politiker (Zentrum) und Minister des Volksstaates Hessen                                           | 87    |       |
| 25. Juni | Georg Wiborg                    | deutscher Politiker, MdL                                                                                      | 72    |       |
| 25. Juni | Theodor Wildeman                | deutscher Architekt, preußischer Baubeamter und Denkmalpfleger                                                | 76    |       |
| 26. Juni | Hermann Aichinger               | österreichischer Architekt                                                                                    | 77    |       |
| 26. Juni | Karl Friedrich Kurz             | deutscher Schriftsteller                                                                                      | 83    |       |
| 26. Juni | Hellmuth Reichel                | deutscher Balneologe und Professor                                                                            | 61    |       |
| 26. Juni | Martin Sogemeier                | deutscher Wirtschaftsfunktionär                                                                               | 69    |       |
| 26. Juni | Émile Wegelin                   | französischer Ruderer und Künstler                                                                            | 86    |       |
| 27. Juni | Maria Dermoût                   | niederländische Schriftstellerin                                                                              | 74    |       |
| 27. Juni | Xenia Desni                     | russische Schauspielerin                                                                                      | 65    |       |
| 27. Juni | Paul Viiding                    | estnischer Schriftsteller                                                                                     | 58    |       |
| 27. Juni | Willy Walb                      | deutscher Automobilrennfahrer und Rennleiter                                                                  | 72    |       |
| 28. Juni | Bruno Benfey                    | deutscher lutherischer Geistlicher                                                                            | 70    |       |
| 28. Juni | Mickey Cochrane                 | US-amerikanischer Baseballspieler und -manager                                                                | 59    |       |
| 28. Juni | Jakob Otto Kehrli               | Schweizer Jurist und Schriftsteller                                                                           | 70    |       |
| 28. Juni | Siegfried Noffke                | deutsches Todesopfer der Berliner Mauer                                                                       | 22    |       |
| 28. Juni | Guido Pedroli                   | Schweizer Pädagoge und Politiker                                                                              | 34    |       |
| 28. Juni | Hans Stögner                    | österreichischer Politiker, Abgeordneter zum Nationalrat                                                      | 85    |       |
| 28. Juni | Johann Weishaupt                | Landrat, deutscher Politiker der CDU                                                                          | 76    |       |
| 29. Juni | Wilhelm Börger                  | deutscher Politiker (NSDAP), MdR                                                                              | 66    |       |
| 29. Juni | Heinrich Lingemann              | deutscher Jurist im Staatsdienst                                                                              | 81    |       |
| 29. Juni | Rodolphe Mathieu                | kanadischer Pianist, Komponist und Musikpädagoge                                                              | 71    |       |
| 29. Juni | Anitta Müller-Cohen             | österreichische Sozialarbeiterin, Politikerin und Feministin                                                  | 72    |       |
| 30. Juni | Sybille Binder                  | österreichische Schauspielerin                                                                                | 67    |       |
| 30. Juni | Alexander Green Fite            | US-amerikanischer Romanist                                                                                    | 69    |       |
| 30. Juni | James Greene                    | US-amerikanischer Schwimmer                                                                                   | 86    |       |
| 30. Juni | Franz Kiebitz                   | deutscher Hochfrequenztechniker                                                                               | 84    |       |
| 30. Juni | Louis Leisler Kiep              | deutscher Unternehmer und Offizier                                                                            | 78    |       |
| 30. Juni | Caspar Neher                    | deutsch-österreichischer Bühnenbildner                                                                        | 65    |       |
| 30. Juni | Hugh Hamshaw Thomas             | britischer Paläobotaniker                                                                                     | 77    |       |
| Juni     | Anton Franz                     | deutscher Kommunalpolitiker (Bayern)                                                                          | 74    |       |
| Juni     | Elmer Williams                  | US-amerikanischer Jazzmusiker                                                                                 | ≈57   |       |